# Eoophyla excentrica
Eoophyla excentrica là một loài bướm đêm trong họ Crambidae.